# Alar Karis
Alar Karis, estonski politik in biolog; * 26. marec 1958, Tartu, Estonija.
Karis je estonski molekularni genetik, razvojni biolog in od 11. oktobra 2021 šesti predsednik Estonije.

## Mladost
Karis se je rodil v Tartuju 26. marca 1958. Njegov oče je botanik Harry Karis. Leta 1981 je diplomiral na Estonski naravoslovni akademiji. Leta 1999 je postal profesor na Univerzi v Tartuju.

## Akademska kariera
Med letoma 2003 in 2007 je bil rektor Estonske univerze za vede o življenju, od 2007 do 2012 pa rektor Univerze v Tartuju, od 2013 do 2018 je bil generalni revizor Estonije in med letoma 2018 in 2021 direktor Estonskega narodnega muzeja.

## Predsednik Estonije
Avgusta 2021 se je nanj obrnil predsednik Riigikoguja Jüri Ratas z možnostjo nominacije za mesto predsednika Estonije na prihajajočih jesenskih volitvah. Karis je nominacijo sprejel, njegovo kandidaturo pa sta nato podprli obe koalicijski stranki, Reformska stranka in Stranka centra. Karis je bil 31. avgusta 2021 izvoljen za predsednika Estonije z dvotretjinsko večino (72 glasov). Funkcijo je prevzel 11. oktobra 2021.
Volitve, na katerih Karis ni imel protikandidata, so povzročile razburjenje, saj so jih primerjali z volitvami pod sovjetsko okupacijo države. Karis je v svojem govoru pozval, naj Riigikogu preuči spremembe sistema, na primer z uporabo razširjenega volilnega kolegija, olajšanjem imenovanja kandidatov ali celo uporabo neposrednih volitev.